# Mothocya bohlkeorum
Mothocya bohlkeorum är en kräftdjursart som beskrevs av Williams och Bunkley-Williams 1982. Mothocya bohlkeorum ingår i släktet Mothocya och familjen Cymothoidae.
Artens utbredningsområde är Mexikanska golfen. Inga underarter finns listade i Catalogue of Life.